# Knooppunt Het Vonderen
Knooppunt Het Vonderen is een verkeersknooppunt bij Echt in Limburg (Nederland), waar de A73 (Nijmegen - Echt) aansluit op de A2 (Amsterdam - Maastricht). Het hele knooppunt werd op 18 februari 2008 opengesteld. De A73 sluit op knooppunt Het Vonderen maar in één richting aan op de A2. Het is alleen mogelijk vanaf de A2 vanuit zuidelijke richting (richting Weert) de A73 op te rijden. Vanaf de A73 rijdt men via een fly-over over de A2 richting Sittard-Geleen en Maastricht. Voor de ontbrekende richtingen is het noodzakelijk om over korte afstand de snelweg te verlaten.

## Verzorgingsplaats Bosserhof
Opmerkelijk is dat op de plaats van het knooppunt een fietsbrug en tankstation lagen. De fietsbrug is afgebroken en op dezelfde plaats een stuk breder gebouwd zodat het knooppunt eronderdoor gaat. Verzorgingsplaats Bosserhof is in juni 2007 gesloten en afgebroken, maar een paar honderd meter naar het zuiden is een nieuw station gebouwd dat begin 2009 in gebruik is genomen.

## Richtingen knooppunt
| Aansluitende wegen           | Aansluitende wegen | Aansluitende wegen                       | Aansluitende wegen | Aansluitende wegen                   |
| ---------------------------- | ------------------ | ---------------------------------------- | ------------------ | ------------------------------------ |
|                              |                    | richting Eindhoven / Utrecht / Amsterdam |                    | richting Roermond / Venlo / Nijmegen |
|                              |                    |                                          |                    |                                      |
|                              |                    |                                          |                    |                                      |
|                              |                    |                                          |                    |                                      |
| richting Geleen / Maastricht |                    |                                          |                    |                                      |

Almere · Amstel · Arnestein · Assen · Azelo · Badhoevedorp · Bankhoef · Batadorp · Beekbergen · Benelux · Beverwijk · Bodegraven ·  Boterdiep ·  Buren · Burgerveen · Coenplein · De Baars · De Hoek · De Hogt · De Nieuwe Meer · De Poel · De Punt · De Stok · Deil · Diemen · Drachten · Drie Klauwen · Eemnes · Ekkersweijer · Emmeloord · Empel · Euvelgunne · Everdingen · Ewijk · Galder · Gooimeer · Gorinchem · Gouwe · Grijsoord · Hattemerbroek · Heerenveen · Hellegatsplein · Het Vonderen · Hintham · Hoevelaken · Hofvliet · Holendrecht · Holsloot · Hoogeveen · Hooipolder · IJmuiden (niet officieel) · Joure · Julianaplein · Kerensheide · Kethelplein · Klaverpolder · Kleinpolderplein · Kooimeer · Kruisdonk · Kunderberg · Lankhorst · Leenderheide · Lunetten · Maanderbroek · Markiezaat · Muiderberg · Neerbosch · Noordhoek · Ommedijk · Oud-Dijk · Oudenrijn · Paalgraven · Princeville · Prins Clausplein · Raasdorp ·  Reitdiep ·  Ressen · Ridderkerk · Rijkevoort · Rijnsweerd · Rottepolderplein · Rozenburg · Sabina · Sint-Annabosch · Stelleplas · Slufter · Ten Esschen · Terbregseplein · Tiglia · Vaanplein · Valburg · Velperbroek · Velsen · Vlaardingen · Vught · Waterberg · Watergraafsmeer · Werpsterhoek · Westerlee · Ypenburg · Zaandam · Zaarderheiken · Zonzeel · Zoomland · Zuidbroek · Zurich

Geplande knooppunten:
De Liemers · Zestienhoven

Voormalige knooppunten:
Bocholtz · Ekkersrijt · Europaplein (Groningen) · Europaplein (Maastricht) · Lindenholt